# Ainārs Šlesers
Ainārs Šlesers z domu Leščinskis (ur. 22 stycznia 1970 w Rydze) – łotewski przedsiębiorca i polityk, wicepremier (2002–2004), minister w różnych resortach, wiceburmistrz Rygi, poseł na Sejm. Współprzewodniczący i przewodniczący Pierwszej Partii Łotwy oraz ugrupowania LPP/LC, lider partii LPV.

## Życiorys
W 1989 ukończył średnią szkołę techniczną w Rydze. W latach 1990–1991 kształcił się w zakresie marketingu w Norwegii. W 1999 rozpoczął studia w Łotewskiej Akademii Chrześcijańskiej, które przerwał w 2002. Od 1992 zaangażowany w działalność biznesową, obejmował stanowiska prezesa zarządu w różnych przedsiębiorstwach. W 1997 znalazł się na liście 50 najbogatszych Łotyszy jako właściciel firm Varner Baltija i Varner Hakon Invest.
Karierę polityczną rozpoczął w 1998, uzyskując mandat deputowanego do Sejmu VII kadencji z listy Nowej Partii. Od listopada 1998 do maja 1999 pełnił funkcję ministra gospodarki w gabinecie Vilisa Krištopansa.
W 2002 założył Pierwszą Partię Łotwy (LPP), był jej współprzewodniczącym (z Ēriksem Jēkabsonsem) i następnie przewodniczącym. Również w 2002 uzyskał reelekcję do Sejmu. W VIII kadencji parlamentu pełnił obowiązki przewodniczącego komisji budżetu i finansów. W koalicyjnym rządzie, którym kierował Einars Repše, był wicepremierem (2002–2004). Funkcję tę pełnił także w działającym w 2004 gabinecie Indulisa Emsisa, w którym był również ministrem transportu. W rządach Aigarsa Kalvītisa i Ivarsa Godmanisa (2004–2009 z przerwą od marca do listopada 2006) również sprawował urząd ministra transportu. W międzyczasie w 2006 został wybrany do Sejmu IX kadencji
Po zjednoczeniu Pierwszej Partii Łotwy z Łotewską Drogą został w 2007 współprzewodniczącym LPP/LC z Ivarsem Godmanisem, a w 2009 samodzielnym przewodniczącym partii. W wyborach samorządowych 2009 kandydował z ramienia ugrupowania na urząd burmistrza Rygi. Ostatecznie LPP/LC zajęła w wyborach trzecie miejsce, zaś Ainārs Šlesers został wiceburmistrzem stolicy w ramach koalicji z Centrum Zgody.
W wyborach w 2010 został kandydatem ruchu O lepszą Łotwę na urząd premiera. Uzyskał mandat poselski na X kadencję, w związku z czym w listopadzie 2010 przestał pełnić funkcję wiceburmistrza Rygi. W wyborach w 2011 po raz kolejny ubiegał się o funkcję premiera, tym razem z ramienia własnego ugrupowania pod nazwą Partia Reform Šlesersa, będącego kontynuacją LPP/LC. Przegrał wybory, nie dostając się do Sejmu XI kadencji. 1 grudnia 2011 jego ugrupowanie uległo rozwiązaniu.
Powrócił do biznesu, wchodząc w skład organów kierowniczych różnych spółek prawa handlowego. W 2013 stanął na czele ugrupowania Vienoti Latvijai, bez powodzenia kandydując w 2014 do parlamentu. W 2016 odszedł z kierownictwa tej partii.
W 2021 współtworzył nowe ugrupowanie pod nazwą LPV, w 2022 został wybrany na przewodniczącego tej formacji. W 2022 z jego ramienia uzyskał mandat posła na Sejm XIV kadencji.

## Życie prywatne
Jest żonaty z byłą miss Łotwy i posłanką LPP/LC Inesą Šlesere. Mają czterech synów (Edvardsa, Ričardsa, Gerhardsa Daniēlsa i Markussa) i jedną córkę (Elizabete).

## Odznaczenia
- Wielki Oficer Orderu Infanta Henryka (Portugalia, 2003)[23]
- Order Księcia Jarosława Mądrego III klasy (Ukraina, 2008)[24]